# Schizocosa crassipes
Schizocosa crassipes là một loài nhện trong họ Lycosidae.
Loài này thuộc chi Schizocosa. Schizocosa crassipes được Charles Athanase Walckenaer miêu tả năm 1837.